# Daisuke Ichikawa
Daisuke Ichikawa (n. Shimizu-ku, Japón; 14 de mayo de 1980) es un futbolista japonés que se desempeña como defensor en el Fujieda MYFC de la J. League Division 3.

## Clubes
| Club            | País  | Año         |
| --------------- | ----- | ----------- |
| Shimizu S-Pulse | Japón | 1997 - 2010 |
| Ventforet Kofu  | Japón | 2011        |
| Mito HollyHock  | Japón | 2012        |
| Fujieda MYFC    | Japón | 2013 -      |